# Брет Харт
Брет Сърджант Харт (роден на 2 юли 1957) е канадско-американски писател, актьор и пенсиониран професионален кечист.
Член на семейство Харт и кечист от второ поколение, той има минало на аматьорски борец, борещ се в Гимназията „Ърнест Манинг“ и Колежа „Маунт Роял“. Главна интернационална атракция професионалния кеч, Харт революционира индустрията в началото на 1990-те с високо качество и атлетично представяне на ринга. Той е култивирал наследство на един от най-великите кечисти на всички времена; ветеран личността в индустрията Пол Хеймън посочи творчество на Харт като „човек на работа, така зрелищна, че е неразбираемо на колко брилянтна кариера се е наслаждавал“.
Харт се присъедини в компанията на баща си Стю Харт Stampede Wrestling през 1976, и направи дебюта си на ринга през 1978. Натрупа шампионски успех през 80-те и 90-те в World Wrestling Federation (WWF, сега WWE), където той беше лидер на организацията Фондация Харт. Напусна за World Championship Wrestling (WCW) след спорното „Монреалско прецакване“ през ноември 1997, където остана до октомври 2000. Без участия на ринга от януари 2000, заради сътресение през декември 1999, той официално се оттегли презоктомври 2000, скоро след напускането му от компанията. Той се завърна за непостоянно участие на ринга през 2010 – 2011 с WWE, където той спечели последната си титла, оглавявайки събитието Лятно тръшване през 2010, и започна като главен мениджър на Първична сила. Насред соята кариера, Харт оглави КечМания 9, 10 и 12, и участва в главния мач на Звездното шоу на WCW през 1997 и 1999 – като специален гост пазител в първия.
Харт е бил носител на титли в пет десетилетия от 70-те до 2010-те, общо 32 през цялата си кариера, и 17 между WWF/WWE и WCW. Той е седмократен световен шампион, носил Световната титла в тежка категория на WWF пет пъти и Световната титла в тежка категория на WCW два пъти. Той прекара повече време като Световен шампион в тежка категория на WWF от всяка друга звезда, с общо 654 дни като шампион, първият Световен шампион в тежка категория на WCW извън Съединените щати. Той също е петкратен Шампион на Съединените щати на WCW/WWE, двукратен Интерконтинентален шампион на WWF, и трикратен световен отборен шампион (двукратен Отборен шампион на WWF и еднократен Световен отборен шампион на WCW), правейки го Тройно коронован шампион на WWF и петия (с Голдбърг) Тройно коронован шампион на WCW. Той е първият човек, спечелил Тройно коронованите титли на WWF и WCW.
Харт също е победител на мача Кралско меле през 1994 (Лекс Лугър) и е единственият двукратен Крал на ринга, печелейки турнира през 1991 и първия pay-per-view турнир през 1993. Ледения Стив Остин, с когото е оглавявал много pay-per-view турнири като част от наградена вражда от 1996 до 1997, го въвежда в Залата на славата на WWE през 2006.

## Монреалско прецакване
Монреалското прецакване (наричано също Монреалския инцидент) е противоречив кеч мач, в който председателят на World Wrestling Federation (WWF, сега World Wrestling Entertainment или WWE) Винс Макмеън и WWF служители тайно манипулират предварително определения край от двубоя между Брет Харт и Шон Майкълс на Сървайвър през 1997. Pay-per-view турнирът се провежда на 9 ноември 1997 в Molson Centre в Монреал, Квебек, Канада. Манипулацията е настъпва без знанието на Харт, защитаващ Световна титла в тежка категория на WWF, и довежда до загубата на титлата в полза на Майкълс в последния мач на Харт за WWF преди напускането му за конкурентната компания World Championship Wrestling (WCW). „Прецакването“ е смятано като предателство зад кадър на Харт, който е бил един най-дълго работещите и най-популярният атлет по това време.
Харт спечели титлата на Лятно тръшване през август 1997. Седмица преди Сървайвър Харт, който участва в WWF от 1984, подписва договор за участие за WCW, започващ от декември 1997. Макмеън иска да спре Харт от напускане на компанията като шампион, но Харт не иска да загуби титлата от Майкълс, с когото има дълга вражда, както на, така и извън ринга – на Сървайвър в родината си. Харт, Майкълс и Макмеън стигат до споразумение, при което мачът на Сървайвър ще завърши с дисквалификация, което при нормални правила довежда до запазване на титлата. Харт би бил загубил или предал титлата на по-късна дата. Въпреки това Макмеън решава, без знанието на Харт, че Майкълс ще спечели титлата на Сървайвър. Информациите се разминават относно кой точно и до каква стехен е замесен в плана. Планът бива изпълнен, когато съдията на срещата Ърл Хебнър по директна заповед от Макмеън прекратява мача, като Майкълс е направил на Харт Захапката на акулата, финалния ход на Харт, без дори Харт да се е предал. Майкълс бива обявен за победител чрез предаване и като новия Световен шампион в тежка категория на WWF.

## В кеча
- Финални ходове
  - Захапката на акулата[3][12]
  - Spike piledriver[2][13]
- Ключови ходове
  - Булдог,[14] понякога от второто въже
  - Crucifix
  - Саблен удар, понякога от второто въже
  - Де Де Те[13][14]
  - Diving pointed elbow drop от второто/горното въже, често предхождан от pendulum backbreaker
  - Падащ лист
  - Европейки ъперкът, понякога много подред
  - Цифрата 4,[12] понякога като използва кола на ринга[2] – Усвоен
  - Headbutt,[13][14] понякога долу в корема на опонента[2][14]
  - Inverted atomic drop,[2][14] често постигнат от саблен удар
  - Многократни версии на суплекс
    - Belly to back
    - Bridging German
    - Jumping vertical[2]
    - Super[2]

  - Pendulum backbreaker[2][12][13][14]
  - Plancha
  - Running crossbody
  - Running elbow smash, усвоен от Дори Фънк младши
  - Руско спъване на коня, често се предхожда от удар в корема на опонента
  - Seated senton на крака на опонента, преметнат на първото въже
  - Приспивателното[2]
  - Small package
  - Standing legdrop
  - Stomp долу в корема на опонента[2]
  - Suicide dive
  - Swinging neckbreaker
- с Джим Нейдхард
  - Hart Attack – Усвоено
- Мениджъри
  - Джими Харт[15][16]
- Мениджър на кечистите
  - Династия Харт (Тайсън Кид, Наталия и Дейвид Харт Смит)
- Прякори
  - „Най-красивия“[2]
  - „Хит Мен“[2]
  - „Превъзходството на Изпълнение“[2]
  - „Най-добрия, който е, най-добрия, който беше и най-добрия който някога ще бъде“[17]
  - „Розово-черната атака“ (предимно, докато беше с Джим Нейдхарт)
- Входни песни
  - „Eris“ на Tony Williams (NJPW; 1980 – 1984)
  - „Hart Beat“ на Jimmy Hart и J.J. Maguire (WWF; 1988 – 1994)
  - „Hart Attack“ на Джим Джонстън, Jimmy Hart, и J.J Maguire (WWF; 1994 – 1997)
  - „Hitman in the House“ (WCW; 1997 – 1998)
  - „Hitman Theme“ на Keith Scott (WCW; 1998 – 2000)
  - „Rockhouse“ на Frank Shelley (WCW; използвана като част от нСр 2000; 1999 – 2000)
  - „Return of the Hitman“ на Джим Джонстън (WWE; 2010–present)

## Шампионски титли и отличия

### Аматьорска борба
- Граждански титли, Калгари (1974)[18][19]
- Колежански шампион на Маунт Ройал (1977)[18][20]

### Професионален кеч
- Cauliflower Alley Club
  - Награда Железен човек (2008)
- Залата и музея на славата на професионалния кеч
  - Клас 2008[21]
- Pro Wrestling Illustrated
  - Мач на годината (1992)[22]срещу Британския Булдог на Лятно тръшване
  - Вражда на годината (1993)[23]срещу Джери Лоулър
  - Класиран като #1 от топ 500 индивидуални кечисти в PWI 500 през 1993 и 1994[24]
  - Вражда на годината (1994)[23]срещу Оуен Харт
  - Най-вдъхновяващ кечист (1994)[25]
  - Мач на годината (1996)[22]срещу Шон Майкълс в мач железния човек на КечМания 12
  - Завръщане на годианата (1997)[26]
  - Мач на годината (1997)[22]срещу Ледения Стив Остин в Мач с предаване на КечМания 13
  - Най-мразен кечист а годината(1997)[27]
  - Награда Стенли Уестън (2003)[28]
  - Класиран като #4 от отп 500 индивидуални кечисти в „PWI Years“ през 2003
  - Класиран като #37 от топ 100 отбора в „PWI Years“ с Джим Нейдхарт 2003
- Stampede Wrestling
  - Интернационален отборен шампион на NWA (Версия Калгари) (5 пъти) – с Кейт Харт (4) и Лео Бурк (1)[29]
  - Шампион в средно-тежка категория на Британското Сдружение на Stampede (3 пъти)[30]
  - Северно Американски шампион в тежка категория на Stampede (6 пъти)[31]
  - Залата на слаата по кеч на Stampede[32]
- World Championship Wrestling
  - Световен шампион в тежка категория на WCW (2 пъти)[33]
  - Шампион в тежка категория на Съединените щати на WCW (4 пъти)[34]
  - Световен отборен шампион на WCW (1 път) – с Голдбърг[35]
  - Петият Тройно коронован шампион на WCW[36][37]1
- World Wrestling Council
  - Отборен шампион на Карибите на WWC (1 пъти) – със Смит Харт[38]
- World Wrestling Federation/Entertainment
  - Шампион на WWF (5 пъти)[39]
  - Интерконтинентален шампион на WWF (2 пъти)[40]
  - Шампион на Съединените щати на WWE (1 път)[34]
  - Отборен шампион на WWF (2 пъти) – с Джим Нейдхард[41]
  - Крал на ринга (1991, 1993)
  - Кралско меле (1994) – с Лелс Лугър[36]3
  - Залата на славата на WWE (Клас 2006)
  - Суперзвезда на WWF на годианата (1993)[42]
  - Купата на Средния Изток (1996)[43]
  - Вторият Тройно коронован шампиона на WWE
  - Награди Слами (5 пъти)
    - Най-добро ново поколение (1994) – Рекламата „Go Get 'em, Champ!“[44]
    - Най-добро музикално видео (1996)[44]
    - Намушкай го с вилица и е мъртъв (1996) – Захапката на акулата[44]
    - Кой Световен шампион в тежка категория на WWF, настоящ или бивш, според публиката, ще бъде в Залата на славата? (1996)[44]
    - Мач на годината (1997) – срещу Шон Майкълс на КечМания 12[44]
- Wrestling Observer Newsletter
  - Вражда на годината (1993) срещу Джери Лоулър
  - 5 Звезден мач (1994) срещу Оуен Харт в стоманена клетка на Лятно тръшване
  - Залата на славата на Wrestling Observer Newsletter (Клас 1996)
  - 5 Звезден мач (1997) срещу Ледения Стив Остин в Мач с предаване на КечМания 13
  - Мач на годината (1997) срещу Ледения Стив Остин в Мач с предаване на КечМания 13
  - Вражда на годината (1997) с Оуен Харт, Джим Нейдхарт, Британския Булдог и Брайън Пилман срещу Лядения Стив Остин
  - На-добро кеч DVD (2006) Брет „Хит Мен“ Харт: Най-добрия, който е, най-добрия, който беше, най-добрия, който някога ще бъде
  - Най-добра кеч книга (2007) Хитмен
  - Най-добро кеч DVD (2011) Най-добрите вражди: Шон Майкълс срещу Брет Харт

### Други
- Харт е класиран като 39-ия най-добър канадец за 2004 чрез гласуване на CBC, което получи повече от 1,2 милиона вота.[45][46][47]

## Пояснения
1 ↑ Харт участва в няколко мачове между 2004 и 2011.

2 ↑ Харт и Голдбърг станаха Тройно короновани шампиони като спечелиха Световните отборни титли на WCW.

3 ↑ Харт и Лекс Лугър са приети като съвместни победители, след като и двамата се елиминираха взаимно по едно и също време.